# Rimski katolik (časopis)
Rimski katolik je bila katoliška revija za  filozofska, kulturna in sociološko in politična vprašanja.
Revijo, ki je izhajala od leta 1888 do 1896, je urejal in izdajal A. Mahnič, ki je napisal tudi večino člankov s katerimi je želel doseči, da bi  v slovenskem kulturnem in javnem življenju prevladali katoliški kulturni, politični in socialni vplivi nad liberalizmom in materializmom. Mahnič je k sodelovanju pritegnil tudi več mladih katoliških razumnikov. Rimski katolik je spodbujal in utrjeval delo katoliškega shoda 1892, ter podpiral dijake in študente, objavljala njihove prispevke (tudi Cankarjeve) in jih zanje nagrajevala. Rimski katolik je prenehal izhajati, ko je bil Mahnič imenovan za škofa na Krku, zato je A.Ušeničnik, ki je z revijo že prej sodeloval, ustanovil Katoliški obzornik.
Rimski katolik je objavljal tudi kritike v katerih je s katoliškega stališča ocenjevala domača tuja in književna dela in si s tem ustvaril sovražnike, ki so revijo in urednika ostro napadali v svojih glasilih, Mahnič pa jim je odgovarjal na enak način.